# Pascal Plante
Pascal Plante, né le 3 septembre 1988 à Québec, est un réalisateur, scénariste, monteur son et monteur film québécois. 
Il réalise d'abord plusieurs courts métrages dont La Fleur de l'âge, Je suis un château de sable qui attend la mer, Baby Blues, Drum de marde ! , Blonde aux yeux bleux, Nonna et Blast Beat. Ces courts-métrages sont présentés au sein de plusieurs festivals, dont le Festival du film étudiant de Québec en 2012. Il a de plus travaillé comme mixeur sonore et monteur sur d'autres projets de films,.
Il a remporté divers prix pour son premier long-métrage, Les Faux Tatouages, qui a d'ailleurs été présenté à la Berlinale, dans la catégorie Génération,. L'actrice principale du film, Rose-Marie Perreault, a également reçu plusieurs nominations,.
Son deuxième long métrage Nadia, Butterfly a fait partie de la sélection officielle du Festival de Cannes 2020. Seule sélection canadienne de cette édition, le film met en vedette l'athlète Katerine Savard, une athlète olympique.
Son troisième long métrage, Les Chambres rouges, a été présenté au Festival du film de Karlovy Vary en 2023 puis au Festival du film Fantasia quelques mois plus tard, où il remporte quatre prix Cheval noir, incluant celui du meilleur film.

## Filmographie

### Réalisateur et scénariste
- 2011 : La Fleur de l'âge (court métrage)
- 2017 : Les Faux Tatouages
- 2020 : Nadia, Butterfly
- 2023 : Les Chambres rouges

### Monteur son
- 2011 : La Fleur de l'âge (court métrage) de lui-même
- 2017 : Les Faux Tatouages de lui-même
- 2018 : Speaking in Tongues de Nathan Deming
- 2019 : Moi sans toi de Guillaume Collin

### Monteur
- 2011 : La Fleur de l'âge (court métrage) de lui-même
- 2017 : Les Faux Tatouages de lui-même